# Vizedom (Würzburg)
Der Vizedom (oder Vicedom, früher Oberschultheiß) war der Vertreter des Bischofs als Landesherr in der Hauptstadt Würzburg.

## Geschichte
Die Stadt Würzburg war Hauptstadt des Hochstifts Würzburg und verfügte über Stadtrechte. Die Rechte des Landesherren in der Stadt wurden über den Stadtschultheiß wahrgenommen, der seit dem 17. Jahrhundert als Vizedom tituliert wurde. Die Ratsverfassung der Stadt verteilte die Macht auf drei Säulen: den Vizedom als Vertreter der Landesherrschaft, den Stadtrat als Vertreter der Bürger und den Bürgermeister. Im 12. Jahrhundert wurde erstmals ein Schultheiß urkundlich genannt. Der Oberschultheiß war Vertreter des Bischofs im Rat. Ab der Amtszeit von Johann Philipp Franz von Schönborn war der Titel eines Vizedoms üblich. Im Rat war er Präses.
Der Vizedom wurde auf den Bischof und auf das Domkapitel vereidigt. Er war üblicherweise ein Adliger und gleichzeitig (Ober-)amtmann eines benachbarten Amtes. Seine Stellung wird in der Literatur unterschiedlich beurteilt. Grundsätzlich war er als Vertreter des Bischofs in einer starken Stellung. Konflikte zwischen Stadtrat und Vizedom oder Maßnahmen des Vizedoms gegen den Rat sind aber nicht überliefert. Seine Rolle lag in der Herstellung eines Konsenses zwischen den Interessen der Stadt und der Landesherrschaft.

## Vizedome
- Franz Georg Faust von Stromberg (bis 1728), auch Geheimer Rat und Amtmann im Amt Arnstein
- Marquard Gottfried Georg Freiherr Schenk von Stauffenberg (1729–1734), auch Geheimer Rat und Oberamtmann im Amt Mainberg
- Philipp Freiherr von Münster (1734–1753), auch Geheimer Rat und Oberamtmann im Amt Heidingsfeld
- Philipp Joseph Freiherr Voit von Rieneck (1753–1757), auch Geheimer Rat und vorher Oberamtmann im Amt Lauda
- Philipp Joseph Freiherr von Münster (1757–1787), auch Geheimer Rat und Amtmann im Amt Heidingsfeld